# Castione Andevenno
Castione Andevenno – miejscowość i gmina we Włoszech, w regionie Lombardia, w prowincji Sondrio.
Według danych na rok 2004 gminę zamieszkiwały 1553 osoby, 91,4 os./km².